# Saïan Supa Crew
Saïan Supa Crew (pronunciación en inglés : /ˈsaɪən ˈsuːpə kɹuː/) es uno de los colectivos más importantes del panorama de rap francés, fruto de la unión de diversos grupos que coincidieron en un estudio de grabación dando como resultado esta excelente formación. Las bandas originales fueron OFX (con KLR, Vicelow y Feniksi), Simple Spirit (Sir Samuël y Sly The Mic Buddha) y Explicit Samouraï (con Specta y Leeroy Kesiah). El nombre 'Saïan Supa' es una referencia al Supersaiyajin del manga y anime Dragon Ball Z/GT.
Las temáticas de sus canciones van desde las drogas como en "Que dit-on?" al racismo como en "La preuve par 3", incluyendo también las de romance("A demi-nue"), suicidio("La dernière séance") y la no justificación de la violencia por la religión("Au nom de quoi"). Tanto el humor como la seriedad tienen cabida en sus letras.

## Historia
Originalmente la nueva agrupación contaba de 7 Mcs, pero KLR perdió la vida en un accidente de tráficoen abril de 1999, es por eso que tanto su primer disco KLR (1999) como el logotipo del grupo, están dedicados a él.
KLR solo fue el comienzo, el primero de los tres grandes trabajos de esta formación, en él se encuentra uno de sus temas más famosos Angela, cuyo EP vendió más de 800.000 copias. Pero sin duda es en el resto del disco donde se puede apreciar todo su talento en unas letras comprometidas e inteligentes, realizadas con un cuidado meticuloso y un muy buen acierto de melodías. Aunque también es cierto que en el momento de sacar este disco, no fue muy famoso.
Posteriormente sacan un álbum doble llamado X-Raisons (2001), en el segundo disco se incluyen diversos temas de sus anteriores EP y varias aportaciones estelares de Sly The Mic Buddha haciendo beatboxing junto al resto de la banda. Éste es el álbum que les abre las puertas fuera de Francia (más de 100.000 discos vendidos fuera de su país), su sonido cautiva allá donde van. Sus directos son todo un espectáculo y comienzan a actuar en importantes festivales europeos como el de GlastonBury o el de Vieilles Charrues.
Su trabajo más reciente es Hold Up (2005), donde exploran nuevos sonidos y ritmos mucho más africanos. En 2006 se produce el DVD "Hold-Up Tour 2006".

## Estilo
Su estilo fresco, mezcla de rap con beatbox y vocal scratch, junto con el espectáculo que entregan en sus directos, ha hecho que otros diversos artistas como Afu-Ra, Wu-Tang Clan, Asian Dub Foundation, t, Rahzel, Rza, entre otros, se hayan interesado por ellos y hayan surgido diversas colaboraciones.

## Discografía
- Saian Supa Land (1998)
- KLR (1999)
- Saïan Supa Crew (1999)
- X-Raisons (2001)
- Stand Out EP. (2002)
- Hold Up (2005)
- DVD Hold-Up Tour 2006 (2006)